# Ariel (Beliaev)
Pour les articles homonymes, voir Ariel.
Ariel (en cyrillique Ариэль) est un roman de science-fiction d'Alexandre Beliaev publié en 1941.

## Résumé
Le protagoniste, Ariel, a le pouvoir de voler sans appareil. Lui et un jeune ami s'échappent de l'école où ils sont confinés. Ariel découvre qu'il est Anglais et qu'il fut inscrit à une école spéciale car sa sœur et lui étaient riches, pendant qu'on octroyait leur garde à des personnes qui voulaient leur argent.